# Érika Miranda

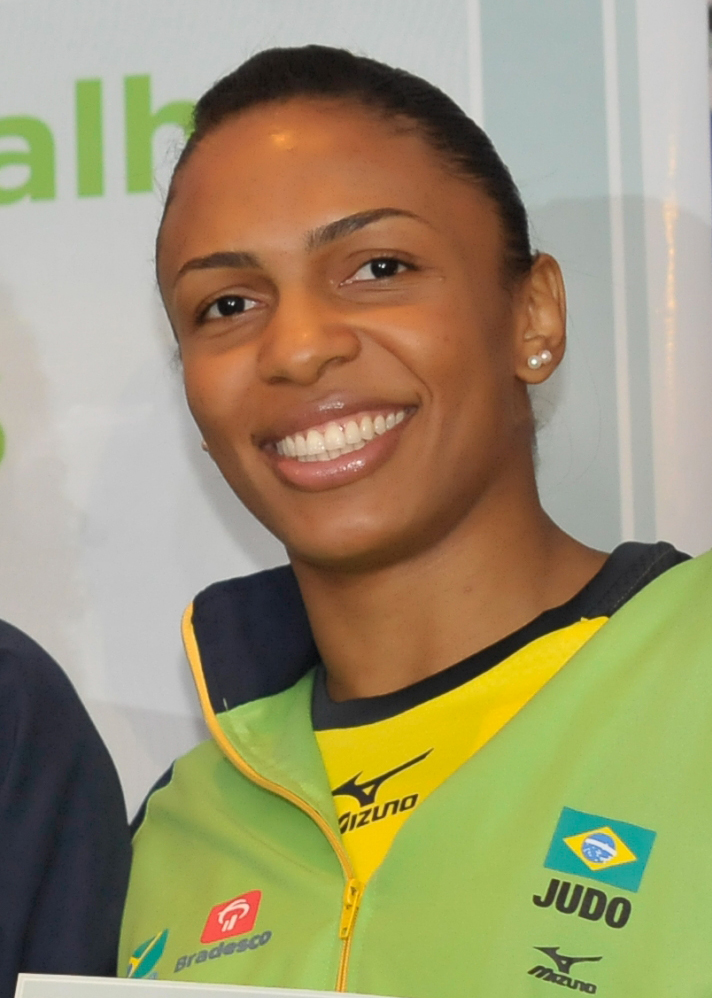
Érika Miranda (2013)

Érika de Souza Miranda (* 4. Juni 1987 in Brasília) ist eine brasilianische Judoka. Sie gewann bei Einzel-Weltmeisterschaften einmal Silber und viermal Bronze.

## Sportliche Karriere
Die 1,62 m große Miranda kämpft im Halbleichtgewicht, der Gewichtsklasse bis 52 Kilogramm.
Sie gewann die Bronzemedaille bei den Panamerikanischen Meisterschaften 2006. 2007 gewann sie in Wien ihr erstes Weltcupturnier. Im gleichen Jahr erhielt sie Bronze bei den Panamerikanischen Meisterschaften und nach einer Finalniederlage gegen die Kubanerin Sheila Espinosa Silber bei den Panamerikanischen Spielen. Bei den Judo-Weltmeisterschaften 2007 belegte sie den fünften Platz, nachdem sie im Halbfinale der Portugiesin Telma Monteiro und im Kampf um Bronze der Japanerin Yuka Nishida unterlegen war. 2008 gewann Miranda Silber bei den Panamerikanischen Meisterschaften. 
2009 und 2010 belegte Miranda den fünften Platz bei den Panamerikanischen Meisterschaften. Bei den Judo-Weltmeisterschaften 2010 unterlag sie im Viertelfinale der Mongolin Bundmaa Munkhbaatar. In der Hoffnungsrunde gewann sie gegen Zhang Lichuan aus China, unterlag aber im Kampf um Bronze der Russin Natalja Kusjutina. 2011 erkämpfte Miranda Bronze bei den Panamerikanischen Meisterschaften. Bei den Panamerikanischen Spielen erhielt sie wie 2007 Silber, diesmal unterlag sie im Finale der Kubanerin Yanet Bermoy. 2012 siegte Miranda bei den Panamerikanischen Meisterschaften. Bei den Olympischen Spielen 2012 in London verlor Miranda ihren ersten Kampf gegen die Südkoreanerin Kim Kyung-ok. 
2013 gewann Miranda eine Bronzemedaille bei den Panamerikanischen Meisterschaften. Bei den Judo-Weltmeisterschaften 2013 gewann sie Silber sowohl in der Einzelentscheidung als auch im Teamwettbewerb. Im Einzelfinale unterlag sie Majlinda Kelmendi aus dem Kosovo, Mannschaftsgold ging an die Japanerinnen. 2014 siegte sie bei den Panamerikanischen Meisterschaften. Bei den Judo-Weltmeisterschaften 2014 verlor sie im Halbfinale gegen die Rumänin Andreea Chițu, den Kampf um Bronze gewann sie gegen Yanet Bermoy. 2015 siegte sie bei den Panamerikanischen Meisterschaften und beim Grandslam-Turnier in Baku. Im Finale der Panamerikanische Spiele 2015 besiegte sie die Kanadierin Ecaterina Guica. Bei den Judo-Weltmeisterschaften 2015 unterlag sie im Halbfinale der Japanerin Misato Nakamura, im Kampf um Bronze schlug sie die Italienerin Odette Giuffrida. 2016 gewann sie zum dritten Mal in Folge bei den Panamerikanischen Meisterschaften. Vor heimischem Publikum unterlag sie bei den Olympischen Spielen in Rio de Janeiro im Viertelfinale der Chinesin Ma Yingnan, in der Hoffnungsrunde besiegte sie die Rumänin Andreea Chițu, den Kampf um Bronze verlor sie gegen Misato Nakamura.
Bei den Judo-Weltmeisterschaften 2017 unterlag sie im Viertelfinale der Japanerin Natsumi Tsunoda, mit zwei Siegen in der Hoffnungsrunde gegen die Kosovarinnen Distria Krasniqi und Majlinda Kelmendi sicherte sich Miranda Bronze. Im Teamwettbewerb gewannen die Japanerinnen das Finale gegen die Brasilianerinnen. 2018 unterlag sie im Halbfinale der Weltmeisterschaften der Japanerin Ai Shishime, im rein brasilianischen Duell um Bronze siegte Miranda über Jessica Pereira.